# José Enamorado
José David Enamorado Gómez (Soledad, Atlántico, 13 de enero de 1999) es un futbolista colombiano. Juega como volante, su equipo actualmente es Junior de Barranquilla.

## Selección nacional
José Enamorado hizo parte de la Selección de fútbol de Colombia que logró el oro en los XXIII Juegos Centroamericanos y del Caribe.
En enero de 2019 es convocado para jugar el Campeonato Sudamericano de Fútbol Sub-20 de 2019 en Chile.

### Participaciones internacionales
| Competición                               | Sede         | Resultado    | Partidos | Goles |
| ----------------------------------------- | ------------ | ------------ | -------- | ----- |
| Juegos Suramericanos 2018                 | Cochabamba   | Tercer lugar | 4        | 1     |
| Juegos Centroamericanos y del Caribe 2018 | Barranquilla | Campeón      | 4        | 0     |
| Campeonato Sudamericano Sub-20 de 2019    | Chile        | Cuarto lugar | 5        | 0     |

## Clubes
| Club                      | País     | Temporadas    |
| ------------------------- | -------- | ------------- |
| Orsomarso S.C.            | Colombia | 2016 - 2018   |
| La Equidad                | Colombia | 2019          |
| Orsomarso S.C.            | Colombia | 2019          |
| Deportivo Cali (préstamo) | Colombia | 2020          |
| Real Cartagena            | Colombia | 2021          |
| Independiente Santa Fe    | Colombia | 2022-2023     |
| Junior                    | Colombia | 2023-presente |

## Estadísticas
Actualizado al último partido disputado el 18 de agosto de 2025.
| Club                      | Div           | Temporada     | Liga  | Liga  | Liga  | Copa Nacional | Copa Nacional | Copa Nacional | Copa Internacional | Copa Internacional | Copa Internacional | Total | Total | Total |
| Club                      | Div           | Temporada     | Part. | Goles | Asist | Part.         | Goles         | Asist         | Part.              | Goles              | Asist              | Part. | Goles | Asist |
| ------------------------- | ------------- | ------------- | ----- | ----- | ----- | ------------- | ------------- | ------------- | ------------------ | ------------------ | ------------------ | ----- | ----- | ----- |
| Orsomarso S.C. · Colombia | 2ª            | 2016          | 1     | 0     | 0     | -             | -             | -             | -                  | -                  | -                  | 1     | 0     | 0     |
| Orsomarso S.C. · Colombia | 2ª            | 2017          | 25    | 3     | 0     | 4             | 1             | 1             | -                  | -                  | -                  | 29    | 4     | 1     |
| Orsomarso S.C. · Colombia | 2ª            | 2018          | 18    | 0     | 0     | 1             | 0             | 0             | -                  | -                  | -                  | 19    | 0     | 0     |
| Orsomarso S.C. · Colombia | 2ª            | 2019          | 14    | 2     | 1     | 2             | 0             | 0             | -                  | -                  | -                  | 16    | 2     | 1     |
| Orsomarso S.C. · Colombia | Total club    | Total club    | 58    | 5     | 1     | 7             | 1             | 1             | 0                  | 0                  | 0                  | 65    | 6     | 2     |
| La Equidad · Colombia     | 1ª            | 2019          | 1     | 0     | 0     | -             | -             | -             | -                  | -                  | -                  | 1     | 0     | 0     |
| La Equidad · Colombia     | Total club    | Total club    | 1     | 0     | 0     | 0             | 0             | 0             | 0                  | 0                  | 0                  | 1     | 0     | 0     |
| Deportivo Cali · Colombia | 1ª            | 2020          | 9     | 0     | 0     | -             | -             | -             | 2                  | 0                  | 0                  | 11    | 0     | 0     |
| Deportivo Cali · Colombia | Total club    | Total club    | 9     | 0     | 0     | 0             | 0             | 0             | 2                  | 0                  | 0                  | 11    | 0     | 0     |
| Real Cartagena · Colombia | 2ª            | 2021          | 29    | 3     | 6     | 2             | 0             | 0             | -                  | -                  | -                  | 31    | 3     | 6     |
| Real Cartagena · Colombia | 2ª            | 2022          | 18    | 2     | 6     | 1             | 0             | 0             | -                  | -                  | -                  | 19    | 2     | 6     |
| Real Cartagena · Colombia | Total club    | Total club    | 47    | 5     | 12    | 3             | 0             | 0             | 0                  | 0                  | 0                  | 50    | 5     | 12    |
| Santa Fe · Colombia       | 1ª            | 2022          | 19    | 0     | 0     | -             | -             | -             | -                  | -                  | -                  | 19    | 0     | 0     |
| Santa Fe · Colombia       | 1ª            | 2023          | 20    | 5     | 3     | -             | -             | -             | 6                  | 0                  | 1                  | 26    | 5     | 4     |
| Santa Fe · Colombia       | Total club    | Total club    | 39    | 5     | 3     | 0             | 0             | 0             | 6                  | 0                  | 1                  | 45    | 5     | 4     |
| Junior · Colombia         | 1ª            | 2023          | 19    | 3     | 4     | -             | -             | -             | -                  | -                  | -                  | 19    | 3     | 4     |
| Junior · Colombia         | 1ª            | 2024          | 42    | 1     | 6     | 4             | 0             | 0             | 8                  | 1                  | 1                  | 54    | 2     | 7     |
| Junior · Colombia         | 1ª            | 2025          | 28    | 2     | 3     | 2             | 1             | 0             | 1                  | 0                  | 0                  | 31    | 3     | 3     |
| Junior · Colombia         | Total club    | Total club    | 89    | 6     | 13    | 6             | 1             | 0             | 9                  | 1                  | 1                  | 104   | 8     | 14    |
| Total Carrera             | Total Carrera | Total Carrera | 243   | 21    | 29    | 16            | 2             | 1             | 17                 | 1                  | 2                  | 276   | 24    | 32    |

## Palmarés

### Títulos nacionales
| Título              | Equipo | País     | Año     |
| ------------------- | ------ | -------- | ------- |
| Categoría Primera A | Junior | Colombia | 2023-II |

### Títulos internacionales
| Título              | Equipo                    | Sede         | Año  |
| ------------------- | ------------------------- | ------------ | ---- |
| en Suramericanos    | Selección Colombia Sub-20 | Cochabamba   | 2018 |
| en Centroamericanos | Selección Colombia Sub-21 | Barranquilla | 2018 |